# Fust (vaartuig)

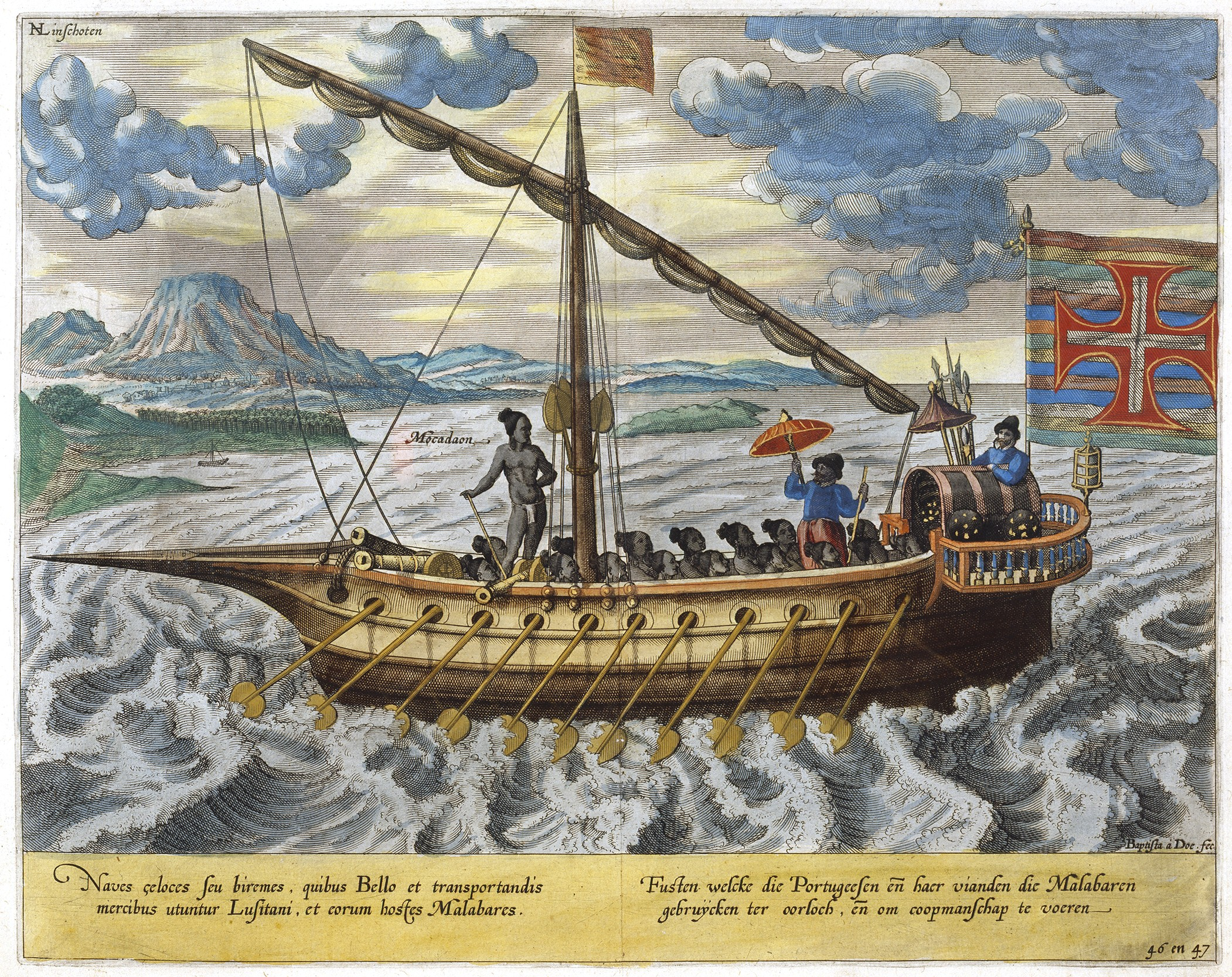
Een Portugese fust uit het Itinerario van Jan Huygen van Linschoten.

De fust was een uit de 16e en 17e eeuw stammend lang gerekt platboomd vaartuig met lage boorden om ondiepe zeeën en baaien te bevaren. Het kon zowel geroeid worden als gezeild. Hiermee lijkt het op een kleine galei. De naam zou afkomstig zijn van het Spaans-Portugese fusta of fuste en vaartuigen van Oosterse volkeren aanduiden.
Op de roeibanken was plaats voor 12 tot 18 man en de mast was uitgevoerd met een latijnzeil. Het was doorgaans bewapend met enkele kanonnen. Vanwege de geringe diepgang was het zeer geschikt om over riffen en andere ondiepten te varen. Met roeikracht werd de boot in en uit de haven gevaren en de gevechten gevoerd. Het zeil werd vooral gebruikt om de grotere afstanden af te leggen en de roeiers op deze wijze hun krachten te laten sparen.
Voor de Noord-Afrikaanse kapers was de fust hun favoriete schip. Dit vanwege zijn snelheid, wendbaarheid en het vermogen om ook zonder wind te manoeuvreren in ondiep water - hetgeen van cruciaal belang was om zich in kustwateren te kunnen verstoppen voordat een passerend schip hen in de gaten kreeg - en daarom ideaal bleek voor oorlogvoering en piraterij.

## Referentie
1. ↑  Etymologie van de fust